# DJ Quicksilver
DJ Quicksilver, właśc. Orhan Terzi – niemiecki DJ oraz producent muzyczny pochodzenia tureckiego. Jego najbardziej znane utwory to „Bellissima”, „Free”, „I Have a Dream” i „Planet Love”.

## Dyskografia

### Albumy
- 1997: Quicksilver – (Label: Dos Or die)
- 1998: Escape 2 Planet Love – (Label: Dos (Sony))
- 2003: Clubfiles The Album – (Label: Zeitgeist (Universal))

### Single
- wrzesień 1995 – Bingo Bongo (Label: underDOG)
- Boing
- 5 lutego 1997 – I Have A Dream / Belissima (Label: Dos Or die)
- 28 kwietnia 1997 – Free (Label: Dos Or die)
- Escape To Paradise / Timerider
- 2 listopada 1999 – Cosmophobia (Label: Gestrichen (Rough Trade))
- 5 marca 2001 – Ameno (Label: Zeitgeist (Universal))
- 8 października 2001 – Boombastic (meets Shaggy) (Label: Zeitgeist (Universal))
- 6 sierpnia 2002 – Planet Love (Label: Australia)
- 17 marca 2003 – New Life (Label: Zeitgeist (Universal))
- 25 sierpnia 2003 – Clubfiles One (Label: Zeitgeist (Universal))
- luty 2009 – Clubfiles Two